# Max Baer
Maximilian Adelbert (Max) Baer (11 februari 1909 – 21 november 1959) was een Amerikaanse bokser uit de jaren dertig. Hij was de broer van Buddy Baer die ook bokser was en vader van acteur Max Baer jr.
Baer staat op nummer 22 van de lijst van 100 beste boksers aller tijden van The Ring Magazine. In 1934 werd hij wereldkampioen in het zwaargewicht door Primo Carnera te verslaan. Een jaar later verloor hij deze titel aan James J. Braddock.